# Agnese di Navarra
Agnese di Navarra, oppure Agnese d'Évreux. Agnés in francese e in catalano, Inés in spagnolo, in aragonese, in basco, in asturiano e in galiziano, Inês in portoghese e Agnes  in inglese, in fiammingo, e in tedesco. Agnes in latino (1334 – castello di Estella, 4 febbraio 1396), principessa di Navarra e contessina di Longueville e d'Évreux, fu contessa consorte di Foix.

## Origine
Era la figlia quartogenita (terza femmina) della regina di Navarra, Giovanna II e di suo marito, Filippo, conte di Évreux, Conte d'Angoulême e di Mortain. Bianca era la sorella del re di Navarra Carlo II e della regina consorte di Aragona, Maria moglie del re Pietro IV di Aragona.

## Biografia
In un documento dell'8 febbraio 1347, il re di Francia, Filippo VI di Valois si impegnava a rinunciare ai diritti sulle terre che avrebbe ceduto ad Agnese (Agnes, fille…de Phelippe jadis roy et de…Jehnne de France royne de Navarre) quando si fosse sposata con Gastone III Febo (Gaston comte de Foix…[filz de] Alliénor de Cominges contesse de Foix).
Agnese allora fu promessa, con un contratto di matrimonio, datato 5 luglio 1348 e venne data in moglie al conte di Foix e visconte del Béarn, Gastone III Febo, figlio del conte di Foix e visconte del Béarn, Gastone II di Foix-Béarn e di Eleonora di Comminges, figlia del conte di Comminges, Bernardo VII.
Il matrimonio venne celebrato a Parigi, nella chiesa del Tempio, il 5 luglio 1349, per cui Agnese divenne contessa consorte di Foix. Il cronista, Arnaldo Esquerrier, del XV secolo, nei suoi scritti riporta il matrimonio tra Gastone III (Mossen Gaston appelat Febus) ed Agnese (Madona Agnes de Navarra).
Dopo che era nato un figlio maschio, Agnese, nel dicembre del 1362, fu ripudiata dal marito, con la scusa del mancato pagamento di una parte della dote pattuita.
Dopo essere stata ripudiata, Agnese rientrò in Navarra, presso il fratello, Carlo II di Navarra e passò il resto della vita tra i castelli di Pamplona, Olite ed Estella, dove tra il 1396 ed il 1400 morì.

## Figli
Agnese diede al marito un solo figlio:
- Gastone di Foix-Béarn (?-4 gennaio 1381), che sposò Beatrice d'Armagnac, figlia del conte d'Armagnac, Giovanni II e morì accidentalmente durante una discussione col padre.

## Ascendenza
|                        |                       |                        | Genitori                |  |  | Nonni |  |  | Bisnonni               |  |  | Trisnonni           |  |
|                        |                       |                        |                         |  |  |       |  |  | Filippo III di Francia |  |  | Luigi IX di Francia |  |
|                        |                       |                        |                         |  |  |       |  |  | Filippo III di Francia |  |  | Luigi IX di Francia |  |
|                        |                       | Margherita di Provenza |                         |  |  |       |  |  | Filippo III di Francia |  |  |                     |  |
| Luigi d'Évreux         |                       |                        |                         |  |  |       |  |  | Filippo III di Francia |  |  |                     |  |
|                        |                       | Maria di Brabante      | Enrico III di Brabante  |  |  |       |  |  |                        |  |  |                     |  |
|                        |                       | Maria di Brabante      | Enrico III di Brabante  |  |  |       |  |  |                        |  |  |                     |  |
|                        |                       | Maria di Brabante      | Alice di Borgogna       |  |  |       |  |  |                        |  |  |                     |  |
| Filippo III di Navarra |                       | Maria di Brabante      |                         |  |  |       |  |  |                        |  |  |                     |  |
|                        |                       | Filippo d'Artois       | Roberto II d'Artois     |  |  |       |  |  |                        |  |  |                     |  |
|                        |                       | Filippo d'Artois       | Roberto II d'Artois     |  |  |       |  |  |                        |  |  |                     |  |
|                        |                       | Filippo d'Artois       | Amicie de Courtenay     |  |  |       |  |  |                        |  |  |                     |  |
| Margherita d'Artois    |                       | Filippo d'Artois       |                         |  |  |       |  |  |                        |  |  |                     |  |
|                        |                       | Bianca di Bretagna     | Giovanni II di Bretagna |  |  |       |  |  |                        |  |  |                     |  |
|                        |                       | Bianca di Bretagna     | Giovanni II di Bretagna |  |  |       |  |  |                        |  |  |                     |  |
|                        |                       | Bianca di Bretagna     | Beatrice d'Inghilterra  |  |  |       |  |  |                        |  |  |                     |  |
| Agnese di Navarra      |                       | Bianca di Bretagna     |                         |  |  |       |  |  |                        |  |  |                     |  |
|                        | Filippo IV di Francia | Filippo III di Francia |                         |  |  |       |  |  |                        |  |  |                     |  |
|                        | Filippo IV di Francia | Filippo III di Francia |                         |  |  |       |  |  |                        |  |  |                     |  |
|                        | Filippo IV di Francia | Isabella d'Aragona     |                         |  |  |       |  |  |                        |  |  |                     |  |
| Luigi X di Francia     | Filippo IV di Francia |                        |                         |  |  |       |  |  |                        |  |  |                     |  |
|                        |                       | Giovanna I di Navarra  | Enrico I di Navarra     |  |  |       |  |  |                        |  |  |                     |  |
|                        |                       | Giovanna I di Navarra  | Enrico I di Navarra     |  |  |       |  |  |                        |  |  |                     |  |
|                        |                       | Giovanna I di Navarra  | Bianca d'Artois         |  |  |       |  |  |                        |  |  |                     |  |
| Giovanna II di Navarra |                       | Giovanna I di Navarra  |                         |  |  |       |  |  |                        |  |  |                     |  |
|                        |                       | Roberto II di Borgogna | Ugo IV di Borgogna      |  |  |       |  |  |                        |  |  |                     |  |
|                        |                       | Roberto II di Borgogna | Ugo IV di Borgogna      |  |  |       |  |  |                        |  |  |                     |  |
|                        |                       | Roberto II di Borgogna | Iolanda di Dreux        |  |  |       |  |  |                        |  |  |                     |  |
| Margherita di Borgogna |                       | Roberto II di Borgogna |                         |  |  |       |  |  |                        |  |  |                     |  |
|                        |                       | Agnese di Francia      | Luigi IX di Francia     |  |  |       |  |  |                        |  |  |                     |  |
|                        |                       | Agnese di Francia      | Luigi IX di Francia     |  |  |       |  |  |                        |  |  |                     |  |
|                        |                       | Agnese di Francia      | Margherita di Provenza  |  |  |       |  |  |                        |  |  |                     |  |
|                        |                       | Agnese di Francia      |                         |  |  |       |  |  |                        |  |  |                     |  |